# فرنسيسكو نافارو
فرنسيسكو نافارو (بالإسبانية: Francisco Navarro)‏ هو عداء سريع إسباني، ولد في 16 أبريل 1967.

## وصلات خارجية
- فرنسيسكو نافارو على موقع الاتحاد الدولي لألعاب القوى (الإنجليزية)
- فرنسيسكو نافارو على موقع أوليمبيديا (الإنجليزية)